# 度分布

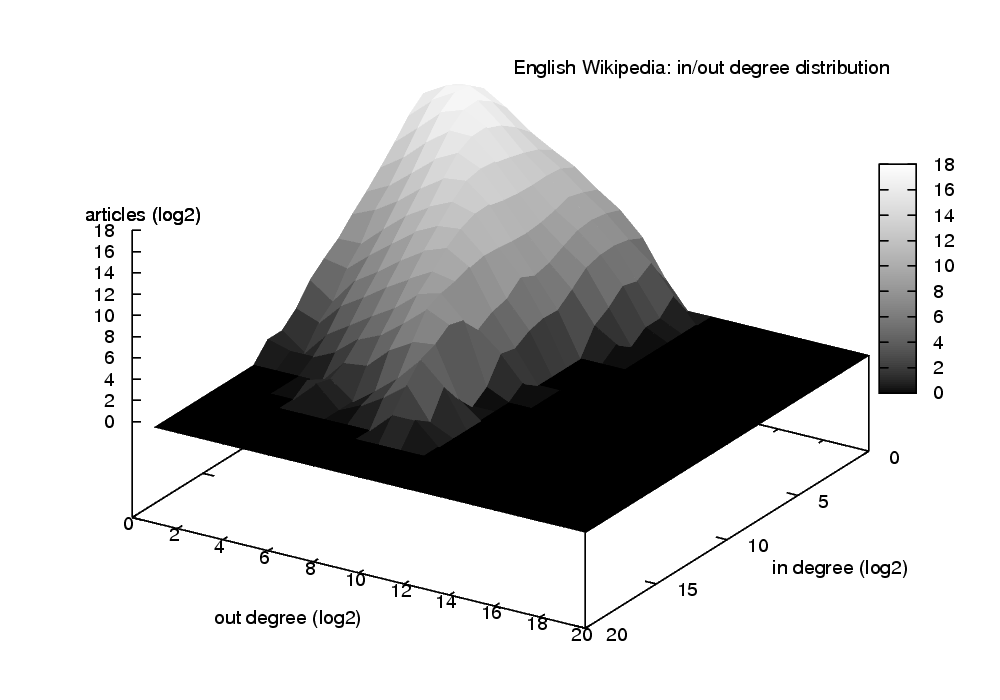
英文维基条目网络的度分布。将每个条目看成顶点，超链接看成边，则对应的出度/入度的分布如图所示。

度分布是图论和网络理论中的概念。一个图（或网络）由一些顶点（节点）和连接它们的边（连结）构成。每个顶点（节点）连出的所有边（连结）的数量就是这个顶点（节点）的度。度分布指的是对一个图（网络）中顶点（节点）度数的总体描述。对于随机图，度分布指的是图中顶点度数的概率分布。

## 定义
度分布是图论和（复杂）网络理论中都存在的概念。首先介绍图的概念。一个图{\displaystyle G=G(V,E)}是一个由两个集合{\displaystyle V}和{\displaystyle E}构成的二元组。集合{\displaystyle V}一般由有限个元素构成：{\displaystyle V=\{v_{1},v_{2},\cdots ,v_{n}\}}，其中的元素{\displaystyle v_{i},\,i=1,2,\cdots ,n}被称为图的顶点。集合{\displaystyle E}是由{\displaystyle n^{2}}个元素构成的集合：{\displaystyle E=\{e_{i,j}\,\,|\,\,i=1,2,\cdots ,n,\,j=1,2,\cdots ,n\}}。{\displaystyle E}中的每个元素都是一个非负整数。无向图中，{\displaystyle E}的一个元素{\displaystyle e_{i,j}=k}，表示{\displaystyle V}中的两个顶点{\displaystyle i}和{\displaystyle j}连有{\displaystyle k}条边，并且规定{\displaystyle e_{i,j}=e_{j,i}}。有向图中，{\displaystyle E}的一个元素{\displaystyle e_{i,j}=k}，表示{\displaystyle V}中的顶点{\displaystyle i}有{\displaystyle k}条连向顶点{\displaystyle j}的边。如果一个图{\displaystyle G}中所有的{\displaystyle e_{i,j}}都不超过1，并且{\displaystyle \forall i=1,2,\cdots ,n,\,\,e_{i,i}=0}，那么称图{\displaystyle G}是简单图。
网络理论的数学框架建立在图论上。网络理论中的网络其实就是图论中的图，但在网络理论中称之为网络，图的顶点在网络理论中称为节点，边被称为连结。以下仍旧以图论中的术语定义度分布。
一个无向图{\displaystyle G=G(V,E)}中某个顶点{\displaystyle v_{i_{0}}}的度，是指所有与它相连的边的数目。
{\displaystyle d(v_{i_{0}})=\sum _{i=i_{0}}e_{i,j}}
有向图中，根据连出边的数目和连入边的数目，分为出度{\displaystyle d_{out}}和入度{\displaystyle d_{in}}。
{\displaystyle d_{out}(v_{i_{0}})=\sum _{i=i_{0}}e_{i,j}}
{\displaystyle d_{in}(v_{i_{0}})=\sum _{j=i_{0}}e_{i,j}}
因此，一个无向图{\displaystyle G=G(V,E)}中，{\displaystyle d}可以看成将每个顶点映射到一个非负整数的函数：
{\displaystyle d:\,v_{i}\mapsto d(v_{i})\quad i=1,2,\cdots ,n.}
而度分布则是对每个非负整数{\displaystyle m}，考察度数是{\displaystyle m}的顶点在所有顶点中占的比例：
{\displaystyle \forall m\in \mathbb {N} ,\,\,P:m\mapsto P(m)={\frac {\operatorname {Card} \{v_{i}\,|\,d(v_{i})=m\}}{n}},}
因此满足：
{\displaystyle \sum _{m\in \mathbb {N} }P(m)=1.}
从顶点中等概率地随机抽取一个顶点，那么这个顶点度数为{\displaystyle k}的概率就是{\displaystyle P(k)}。

### 随机图顶点的度分布
随机图是指由随机过程产生的图，即是将给定的顶点之间随机地连上边。一个随机图{\displaystyle G=G(V,E)}中，每两个顶点之间的边的数量{\displaystyle e_{i,j}}是随机变量。因此任一顶点{\displaystyle v_{i_{0}}}的度{\displaystyle d(v_{i_{0}})=\sum _{i=i_{0}}e_{i,j}}也是随机变量。这个变量的概率分布也称为随机图中的顶点的度分布：
{\displaystyle P_{i}(k)=\mathbb {P} (d(v_{i})=k).}
这个定义与一般的图的度分布是不一样的。
在经典的随机图模型中，所有顶点的位置都是一致的，没有特殊的顶点。因此每个顶点的度分布{\displaystyle P_{i}(k)}都是相同的：{\displaystyle \forall i,\,P_{i}(k)=P(k)}。所以，随机抽取一个顶点，它的度数是{\displaystyle k}的概率就是{\displaystyle P(k)}；{\displaystyle P(k)}越高，表示可能有更多的顶点度数是{\displaystyle k}。当顶点数目很大每个顶点的度分布都是相对独立的时候，顶点的度分布{\displaystyle P_{i}(k)}近似等于图中度数是{\displaystyle k}的顶点的比例。

## 例子

由十个顶点构成的图

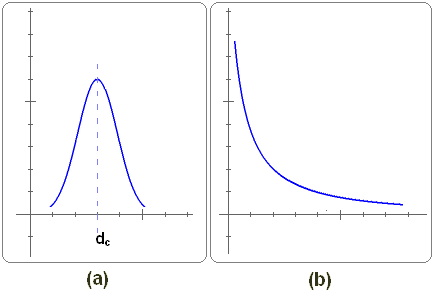
图3.随机网络的度（a）集中在某个特定值附近，而无尺度网络的度分布（b）则遵守幂律分布

以下给出一些度分布的例子。右图是由十个顶点构成的无向图。其中度数是4的顶点有3个，度数是3的顶点有6个，度数是6的顶点有1个，所以度分布是：
{\displaystyle P(m)={\begin{cases}0.3,&m=4\\0.6,&m=3\\0.1,&m=6\\0,&m\neq 3,4,6\end{cases}}}
对于{\displaystyle n}阶完全图，所有的顶点的度数都是{\displaystyle n-1}，所以度分布是：
{\displaystyle P(m)={\begin{cases}1,&m=n-1\\0,&m\neq n-1\end{cases}}}
如果图{\displaystyle G}是任意两顶点之间以概率{\displaystyle 0<p<1}连边的随机图，那么每个顶点都有相同的度分布。
{\displaystyle P(m)={\binom {n-1}{m}}p^{m}(1-p)^{n-1-m}.}
这个分布是泊松分布。我们可以构造每个顶点的度数都是这样的概率分布的随机图模型。这样当顶点数很大的时候，度数是{\displaystyle k}的顶点的个数占的比例大致是{\displaystyle P(k)}。这个分布的特点是当k很小或很大的时候，{\displaystyle P(k)}都近似于0，{\displaystyle P(k)}的值在一个特定的值处达到高峰，然后回落。也就是说，大多数的顶点的度数在这个特定值左右。然而在真实的复杂网络中，人们观察到，度分布并不像这种随机图模型显示的，聚集在某个特定值周围，而是随着k增大而以多项式速度递减，也就是遵从所谓的幂律分布：
也就是说{\displaystyle P(k)} 的概率反比于{\displaystyle k} 的某个幂次，其中{\displaystyle \gamma }是某个正实数。这种网络特性被称为无尺度特性。